# Berkley (Michigan)
Berkley város az USA Michigan államában, Oakland megyében. Lakosainak száma 15 194 fő (2020. április 1.).

## Népesség
A település népességének változása:
| Lakosok száma | 5571 | 14 970 | 15 194 |
|               | 1930 | 2010   | 2020   |